# Amegilla aeruginosa
Amegilla aeruginosa är en biart som först beskrevs av Smith 1854.  Amegilla aeruginosa ingår i släktet Amegilla och familjen långtungebin. Inga underarter finns listade i Catalogue of Life.

## Bildgalleri

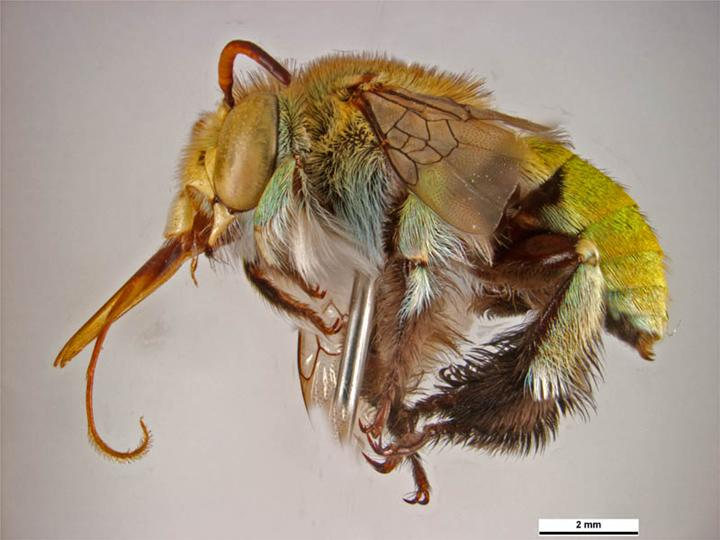
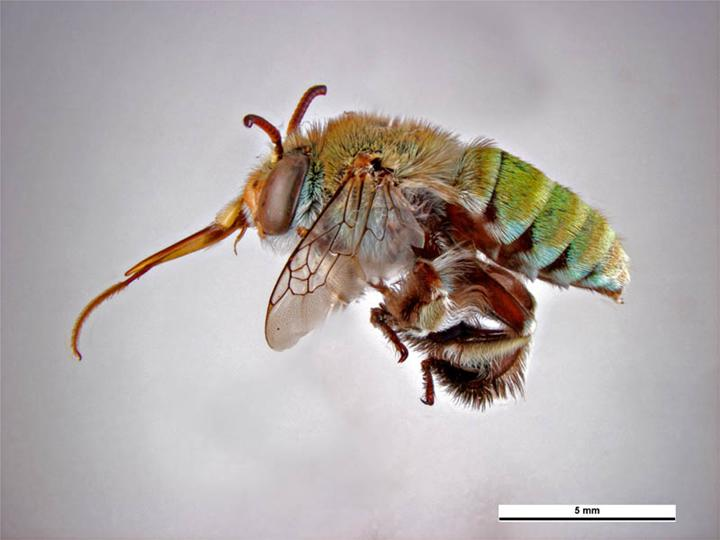